# 수분 중독
수분 중독(water intoxication, water toxemia) 및 수분 독혈증(수분이 혈액 속에서 적절하지 못한 작용)은 과도한 수분 섭취로 물이 체내에 정체해 혈액의 나트륨 농도를 저하시킴으로써 체액의 삼투압이 저하되는 상태이다. 나트륨 결핍은 나타나지 않으나 저나트륨혈증을 나타낸다. 신장이 정상으로 하수체, 부신이 정상이면 물과잉은 나타나지 않지만 어떠한 이유로, 사구체 여과량의 감소, 신혈행의 변화, 글루코코르티코이드의 결핍, 신세뇨관기능 장애가 나타난다. 급성증상에서는 안면조홍, 발한, 흥분, 경련, 혼수가 나타나며, 폐수종이나 심부전의 위험이 있다. 만성증상은 탈진, 오심, 구토, 설사, 경련, 혼수가 서서히 일어난다. 헤모글로빈, 헤마 토크리트, 총단백, 나트륨, 칼륨치가 감소한다. 치료는 물섭취의 금지와 고장(高張) 식염수 수액이 있으나 급성의 경우에는 부신피질 스테로이드도 이용된다.

## 같이 보기
- 탈수
- 익사
- 고칼륨혈증
- 고마그네슘혈증
- 고나트륨혈증
- 장염
- 경구수액
- 다음증
- 수분-전해질 불균형